# Laportea septentrionalis
Laportea septentrionalis är en nässelväxtart som beskrevs av Jacques Désiré Leandri. Laportea septentrionalis ingår i släktet Laportea och familjen nässelväxter. Inga underarter finns listade i Catalogue of Life.